# العملية المشتركة للاتحاد الإفريقي والأمم المتحدة في دارفور

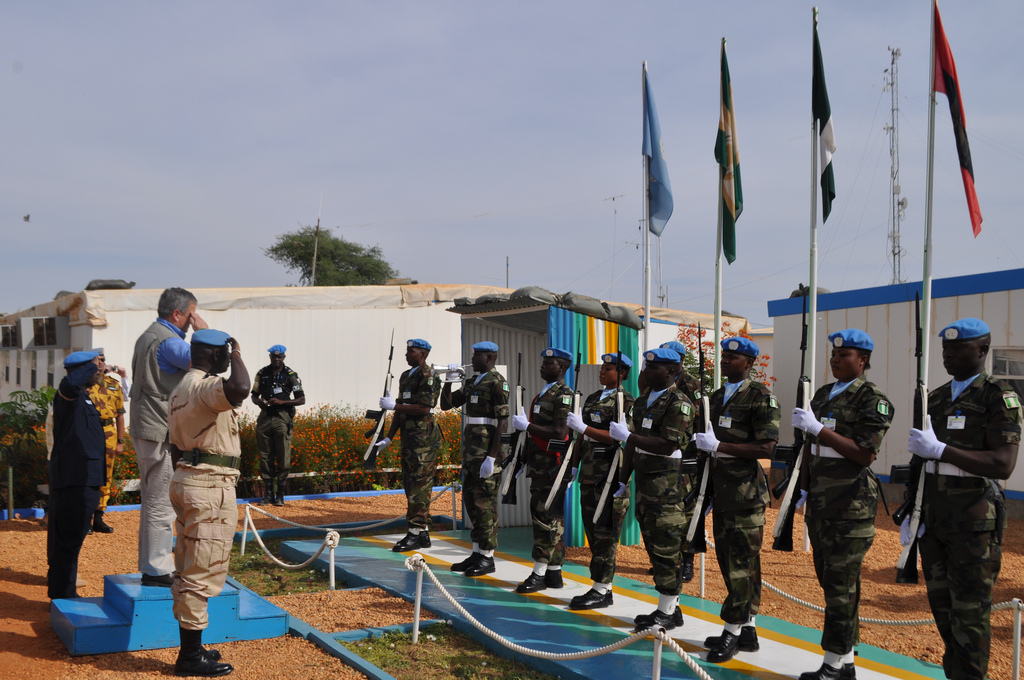
أحد حراس الشرف في اليوناميد يحيون وصول س. غريشن إلى مجمع يوناميد في الجنينة، غرب دارفور، 19 نوفمبر 2009.

العملية المشتركة للاتحاد الأفريقي والأمم المتحدة في دارفور (المعروفة اختصارا يوناميد) African Union-United Nations Hybrid Operation in Darfur (UNAMID) هي عملية عسكرية مشتركة من الاتحاد الأفريقي (AU) والأمم المتحدة (UN) لحفظ السلام وهي معتمدة رسميا من قبل قرار مجلس الأمن التابع للأمم المتحدة 1769 في 31 يوليو 2007، لتحقيق الاستقرار في منطقة دارفور التي مزقتها الحرب في السودان بينما استمرت محادثات السلام حول التسوية النهائية.
كانت محددة لمدة 12 شهرًا ومددت ولايتها حتى 31 يوليو 2010. اعتبارا من عام 2008، كانت ميزانيتها حوالي 106 مليون دولار أمريكي شهريا. بدأت قوتها البالغ قوامها 26000 فرد في الانتشار في المنطقة في أكتوبر 2007. كانت بعثة الاتحاد الأفريقي في السودان التي يبلغ قوامها 9000 فرد، والتي كانت مسؤولة سابقًا عن حفظ السلام قد اندمجت بالكامل في هذه القوة الجديدة بحلول 31 ديسمبر 2007.
تتمثل المهمة في قوة تصل إلى 19555 من الأفراد العسكريين و3772 من أفراد الشرطة، إلى جانب «19 وحدة شرطة مشكلة تتكون كل منها من 140 فردًا». يُسمح لقوة حفظ السلام باستخدام القوة لحماية المدنيين والعمليات الإنسانية. وكانت هذه هي أول قوة مشتركة بين الأمم المتحدة والاتحاد الأفريقي وأكبر بعثة لحفظ السلام.
اعتبارًا من ديسمبر 2008، قامت بنشر 15136 فردًا يرتدون الزي الرسمي، بما في ذلك 12194 جنديًا و175 مراقبًا عسكريًا و2767 ضابط شرطة، بدعم من 786 من الموظفين المدنيين الدوليين و1405 من الموظفين المدنيين المحليين و266 من متطوعي الأمم المتحدة.

## التفويض
أعطى مجلس الأمن التابع للأمم المتحدة التفويض الأولي للبعثة في القرار 1769 المؤرخ 31 يوليو 2007. حدد هذا القرار قوام المهمة بـ «... ما يصل إلى 19,555 من الأفراد العسكريين، بما في ذلك 360 من المراقبين العسكريين وضباط الاتصال، وعناصر مدنية مناسبة تشمل ما يصل إلى 3772 من أفراد الشرطة و19 من وحدات الشرطة المشكلة تتألف من 140 فردًا لكل منهم». تم تمديد تفويض البعثة في شكل لم يتغير بشكل أساسي لكل من السنوات الخمس التالية: قرار مجلس الأمن 1828 المتخذ في 31 يوليو 2008، والقرار 1881 في 30 يوليو 2009، والقرار 1935 في 30 يوليو 2010، والقرار 2003 في 29 يوليو 2011، والقرار 2063 المتخذ في 31 تموز / يوليه 2012.
مدد قرار مجلس الأمن 2013 المؤرخ 30 يوليو 2013 ولاية العملية المشتركة للاتحاد الأفريقي والأمم المتحدة في دارفور (UNAMID) لمدة 13 شهرًا - حتى 31 أغسطس (آب) 2014 - لكنه خفض قوام القوة المسموح به إلى 16,200 فردًا عسكريًا و2310 من أفراد الشرطة و17 وحدة شرطة مشكلة تتسع لعدد يصل إلى 140 فردًا. شهدت السنة التالية تمديد الولاية مرة أخرى حتى 30 يونيو 2015 (قرار مجلس الأمن 2173 المؤرخ 27 أغسطس 2014).
وقلل قرار مجلس الأمن 2228 المؤرخ 29 يونيه 2015 من قوام القوة إلى ما لا يزيد عن 15,845 من الأفراد العسكريين و1,583 من أفراد الشرطة و13 من وحدات الشرطة المشكلة التي يصل عدد أفرادها إلى 140 فردًا. تم تمديد ترخيص القوة لمدة 12 شهرًا أخرى بموجب قرار مجلس الأمن 2296 المؤرخ 29 يونيو 2016.

### تقليل عدد القوة
طالبت إدارة دونالد ترامب الجديدة في واشنطن بتخفيض ميزانيات الأمم المتحدة لحفظ السلام خلال النصف الأول من عام 2017. من المحتمل أن يكون السبب في ذلك، عندما تم تجديد ولاية العملية المشتركة للاتحاد الأفريقي والأمم المتحدة في دارفور لمدة 12 شهراً أخرى من قبل مجلس الأمن التابع للأمم المتحدة في 29 يونيو 2017، تم الإعلان عن تخفيضات كبيرة في عدد الأفراد الذين تم نشرهم. كان من المفترض تخفيض القوة المعتمدة على مرحلتين. بحلول نهاية عام 2017، يكون العدد المسموح به من العسكريين والشرطة 11,395 و2,888 على التوالي. على أن يتم تخفيضه بحلول منتصف عام 2018 إلى 8735 جنديًا (ثماني كتائب) و2500 شرطي. تم الإبلاغ عن التخفيضات في عدد الموظفين المدنيين في البعثة بـ 426 في المرحلة الأولى (أي حتى 31 ديسمبر 2017) وفقدان 147 وظيفة أخرى في المرحلة 2 (أي حتى 30 يونيو 2018).

## القيادة
تندرج مهام الأمم المتحدة تحت قيادة رئيس مدني للمهمة، وعادةً ما يطلق عليه الممثل الخاص للأمين العام للأمم المتحدة. وفي مهمة يوناميد، كمهمة مشتركة، كان الرئيس المدني يعينه كل من الأمين العام للأمم المتحدة ورئيس مفوضية الاتحاد الأفريقي. في أكتوبر 2015، تم تعيين مارتن إهوجيان أوهومويبهي (من نيجيريا) ممثلاً خاصًا مشتركًا لدارفور ورئيسًا للعملية المشتركة، خلفًا لأبيودون أولوريمي باشوا (أيضًا من نيجيريا). في 3 أبريل 2017، تم إعلان تعيين Jeremiah Nyamane Kingsley Mamabolo من جنوب إفريقيا كممثل خاص مشترك ورئيس العملية المشتركة للاتحاد الأفريقي والأمم المتحدة في دارفور.

### قادة القوة العسكرية
| م. | اسم                                    | جنسية   | من            | إلى            | ملاحظات                                                                                            |
| -- | -------------------------------------- | ------- | ------------- | -------------- | -------------------------------------------------------------------------------------------------- |
| 1  | اللواء. الجنرال مارتن لوثر اجواي       | نيجيريا | 1 يناير 2008  | 31 أغسطس 2009  | |
| 2  | اللفتنانت جنرال باتريك نيامفومبا       | رواندا  | 1 سبتمبر 2009 | 31 مارس 2013   | |
| 3  | اللفتنانت جنرال بول اجناسي ميلا        | تنزانيا | 4 يونيو 2013  | 31 ديسمبر 2015 | |
| 4  | اللفتنانت جنرال فرانك موشيو كامانزي    | رواندا  | 1 يناير 2016  |                | في 6 أبريل 2017، تم الإعلان عن تعيين اللواء كمنزي قائداً للقوة لبعثة الأمم المتحدة في جنوب السودان. |
| 5  | اللواء. الجنرال فداء حسين مالك         | باكستان | منتصف 2017    |                | قائم بالعمل                                                                                        |
| 6  | اللفتنانت جنرال ليونارد موريوكي نغوندي | كينيا   | أغسطس 2017    |                | |

### نائب قادة القوة العسكرية
| م. | اسم                                    | جنسية        | من عند       | إلى        |
| -- | -------------------------------------- | ------------ | ------------ | ---------- |
| 1  | اللواء. الجنرال إيمانويل كارنزي كاراكي | رواندا       | 1 يناير 2008 | أبريل 2009 |
| 2  | اللواء. الجنرال دوما دوميساني مدوتيانا | جنوب أفريقيا | 31 مايو 2009 |            |
| 3  | اللواء. الجنرال وينجون كيسامبا         | تنزانيا      | سبتمبر 2011  | 2013       |
| 4  | اللواء. الجنرال بالا كيتا              | السنغال      | 2013         | 2015       |
| 5  | اللواء. الجنرال محمد مقصود الرحمن      | بنغلاديش     | أكتوبر 2015  | -          |
| 6  | اللواء. الجنرال فداء حسين مالك         | باكستان      | مايو 2017    |            |

## التنظيم

### القطاعات
نظمت بعثة الاتحاد الأفريقي السابقة في السودان (AMIS) في عدد من القطاعات، كل تحت قيادة عقيد. عندما استولت يوناميد على بعثة الاتحاد الإفريقي في السودان تم دمج بعض هذه القطاعات وأصبحت قيادة القطاعات برتبة عميد. في البداية تم تقسيم القوة إلى ثلاثة قطاعات:
- قطاع الشمال (ومقره في الفاشر)
- قطاع غرب (الجنينة)
- قطاع الجنوب (نيالا)

بحلول منتصف عام 2015، تم إنشاء قطاعين آخرين:
- القطاع المركزي (زالنجي)
- القطاع الشرقي (الضعاين)

### الوحدات الرئيسية
تكشف خريطة نشر القوة في ديسمبر 2016 أن القوة تضم 14 كتيبة مشاة (بالإضافة إلى وحدات الهندسة والإشارات والوحدات الطبية وغيرها من وحدات الدعم). تم نشر هذه الكتائب على النحو التالي (مع ملاحظة التغييرات في ديسمبر 2017، عندما تم تخفيض القوة إلى 11 كتيبة.):
قطاع الشمال
- الفاشر - كتيبة رواندا (روانبات 47 خلال 2016/2017)
- كبكابية - الكتيبة الرواندية (روانبات 46 خلال 2016/2017)
- أم بارو - الكتيبة السنغالية (تم تخفيضها لمجموعتين بحلول ديسمبر 2017)
- كتم - الكتيبة الباكستانية (حل محلهم السنغاليون بحلول ديسمبر 2017)
- الطويلة - الكتيبة الاثيوبية

قطاع الغرب
- الجنينة - الكتيبة الاندونيسية
- فوروبارانجا- كتيبة بوركينا فاسو (أغلقت بحلول ديسمبر 2017، بعد مغادرة فرقة بوركينا فاسو)

القطاع المركزي
- زالنجي - الكتيبة الرواندية (روانبات 45 خلال 2016/2017)
- المخجر - الكتيبة الاثيوبية

قطاع الجنوب
- نيالا - الكتيبة النيجيرية (نيبات 45 خلال عام 2016، تم استبدالها بالكتيبة المصرية بحلول ديسمبر 2017)
- جريدة - الكتيبة الاثيوبية
- إد الفرسان - الكتيبة المصرية (مغلقة بحلول ديسمبر 2017)
- خور أبيشي - كتيبة تنزانية
- كاس - كتيبة رواندية

قطاع الشرق
- الضعاين - الكتيبة الباكستانية

### تقليل القوة
خلال منتصف عام 2017، فرض تفويض من مجلس الأمن التابع للأمم المتحدة تخفيضات في عدد الأفراد كان من المقرر تخفيض قوام القوة المعتمدة على مرحلتين: بحيث يتم الوصول إلى مستويات المرحلة الأولى بحلول 31 ديسمبر 2017 وتخفيضات المرحلة الثانية بحلول 30 يونيو 2018. إلى جانب التخفيضات في عدد الأفراد، قامت يوناميد بإغلاق إحدى عشرة قاعدة خلال المرحلة الأولى. خلال شهر سبتمبر تم إغلاق أربعة «مواقع للفرق» وتم تسليمها إلى مسؤولي الحكومة السودانية: مليت وملحة وأم كدادة في شمال دارفور والمهاجرية في شرق دارفور. خلال شهر أكتوبر تم إغلاق سبع قواعد أخرى: أبو شوك، تين، حبيلة عيد، الفرسان (12 أكتوبر)، تولوس (15 أكتوبر)، فوروبارانجا (17 أكتوبر)، وأخيراً زمزم (21 أكتوبر).

## المشاركون
في 12 أغسطس 2007، أعلن ألفا عمر كوناري، رئيس الاتحاد الأفريقي، أن العملية المشتركة من المرجح أن تكون قوة حفظ سلام أفريقية. اعتبارًا من 30 يونيو 2013، كان العدد الإجمالي للعاملين في البعثة 19,735 وبيانهم كالتالي:
| الدولة         | الشرطة | الخبراء | القوات |
| -------------- | ------ | ------- | ------ |
| الجزائر        | 125    | 8       | 619    |
| بنغلاديش       | 764    | 16      | 196    |
| بنين           | 1      |         |        |
| بوليفيا        |        | 2       |        |
| بوركينا فاسو   | 184    | 12      | 808    |
| بوروندي        | 71     | 8       | 2      |
| كمبوديا        |        | 3       |        |
| الكاميرون      | 14     |         |        |
| الصين          |        |         | 233    |
| كولومبيا       | 2      |         | 2      |
| ساحل العاج     | 6      |         |        |
| جيبوتي         | 151    |         |        |
| مصر            | 245    | 24      | 1,062  |
| إثيوبيا        | 26     | 16      | 2,549  |
| غامبيا         | 156    |         | 211    |
| ألمانيا        | 6      | 50      | 8      |
| غانا           | 158    | 8       | 12     |
| إندونيسيا      | 156    | 4       | 1      |
| إيران          |        | 2       | 16     |
| جامايكا        | 12     |         |        |
| اليابان        | 2      |         | 2      |
| الأردن         | 531    | 13      | 12     |
| كينيا          |        | 5       | 80     |
| قرغيزستان      | 7      | 2       |        |
| ليسوتو         |        | 2       | 1      |
| ليبيا          |        |         | 14     |
| مدغشقر         | 9      |         |        |
| مالاوي         | 59     |         |        |
| ماليزيا        | 44     | 2       | 14     |
| مالي           |        | 7       | 1      |
| المكسيك        | 4      |         |        |
| منغوليا        |        |         | 70     |
| ناميبيا        |        | 10      | 3      |
| نيبال          | 297    | 18      | 363    |
| نيجيريا        | 372    | 14      | 2,573  |
| عُمان           | 120    | 54      | 8      |
| باكستان        | 244    | 6       | 504    |
| بيرو           |        | 4       |        |
| الفلبين        | 14     | 2       | 8      |
| رواندا         | 212    | 11      | 3,239  |
| السنغال        | 300    | 19      | 795    |
| سيراليون       | 95     | 10      | 11     |
| جنوب إفريقيا   |        | 16      | 809    |
| كوريا الجنوبية |        |         | 2      |
| طاجيكستان      | 14     |         |        |
| تنزانيا        | 208    | 21      | 894    |
| تايلاند        |        | 8       | 7      |
| توغو           | 140    | 7       |        |
| تونغا          | 2      |         |        |
| تونس           | 67     |         |        |
| تركيا          | 79     |         |        |
| فيتنام         | 4      |         |        |
| اليمن          | 204    | 47      | 4      |
| زامبيا         | 63     | 12      | 5      |
| زيمبابوي       |        | 6       | 2      |

### المشاركون السابقون
- بوركينا فاسو خلال شهر مارس 2017، أعلنت حكومة بوركينا فاسو عزمها سحب قواتها البالغ عددها 850 جنديًا من يوناميد، مشيرة إلى التهديد المتزايد الذي يمثله الجهاديون الذين واجهتهم.[40]
- كندا [41]
- أيرلندا [42]
- النرويج [43]
- جنوب إفريقيا سحبت جنوب إفريقيا قواتها من العملية المشتركة من 1 أبريل 2016 بعد ما يقرب من 12 عامًا من الانتشار في دارفور. أول نشر لمراقبي جنوب إفريقيا العسكريين في بعثة الاتحاد الأفريقي في السودان (AMIS) يعود إلى يوليو 2004.[44] أعطى بيان حكومة جنوب إفريقيا سببًا لاستدعاء قواتها على النحو التالي: «لقد جعلت الحكومة السودانية من الصعوبة بمكان توفير الدعم اللوجستي لقواتنا، ومن المستحيل على قواتنا حماية نساء وأطفال ذلك البلد».[45]

## الإصابات
في 30 يونيو 2017، كان مجموع من توفي من موظفي الأمم المتحدة أثناء خدمتهم مع اليوناميد هو 236 وبيانهم كالتالي:
| وفايات يوناميد حسب الجنسية · نيجيريا : 37 · رواندا : 30 · إثيوبيا : 26 · السودان : 25 · السنغال : 16 · تنزانيا : 14 · بوركينا فاسو : 13 · سيراليون : 13 · مصر : 8 · جنوب أفريقيا : 8 · غامبيا : 7 · بنغلاديش : 6 · الأردن : 4 · نيبال : 4 · أوغندا : 4 · زامبيا : 4 · غانا : 3 · كينيا : 3 · باربادوس : 1 · فيجي : 1 · ليبيريا : 1 · مالاوي : 1 · ماليزيا : 1 · المغرب : 1 · باكستان : 1 · الاتحاد السوفيتي : 1 · تايلاند : 1 · توجو : 1 · اليمن : 1 المجموع : 236 · |

### الحوادث
- تم العثور على حارس سلام أوغندي مقتولا بالرصاص في سيارته في منطقة الفاشر في 29 مايو 2008.[48]
- في 8 يوليو 2008، قُتل سبعة من قوات حفظ السلام التابعة للأمم المتحدة وأصيب 22 في هجوم شنته ميليشيا.[49] وقد أبلغ عن الهجوم وأدانه مجلس الأمن التابع للأمم المتحدة.[50]
- قُتل أحد جنود حفظ السلام النيجيريين في 16 يوليو 2008.[51]
- قُتل أحد جنود حفظ السلام النيجيريين في 7 أكتوبر 2008.[52]
- قُتل أحد حفظة السلام من جنوب إفريقيا في 29 أكتوبر 2008.[53]
- قُتل اثنان من قوات حفظ السلام في الفترة بين نوفمبر 2008 وفبراير 2009.[54]
- قُتل أحد جنود حفظ السلام النيجيريين في معركة بالأسلحة النارية في 17 مارس 2009.[55]
- قُتل أحد جنود حفظ السلام المختطفين بالرصاص أمام منزله في نيالا في 8 مايو 2009.[56]
- قُتل أحد جنود حفظ السلام في الفترة بين يونيو وأغسطس 2009.[57]
- قُتل أحد جنود حفظ السلام النيجيريين في كمين في منطقة دارفور بغرب السودان في 29 سبتمبر 2009.
- قتل ثلاثة [58] من حفظة السلام الروانديين وجرح ثلاثة آخرون في كمين نصبه مسلحون أثناء مرافقتهم صهريج مياه في 4 ديسمبر 2009.[59]
- في 6 ديسمبر 2009، قُتل اثنان من حفظة السلام الروانديين وجُرح آخر عندما فتح مسلحون النار من حشد بينما كانت القوات الرواندية توزع المياه.[60]
- قُتل اثنان من قوات حفظ السلام المصرية وأصيب ثلاثة في كمين بالقرب من إد الفرسان في جنوب دارفور في 7 مايو 2010.[61]
- قُتل أحد جنود حفظ السلام وأصيب ثلاثة آخرون بجروح خطيرة، في هجوم في 21 يناير 2013 أثناء قيامهم بدوريات في دارفور.[62]
- قُتل أحد جنود حفظ السلام وجُرح اثنان آخران في 19 أبريل 2013 في هجوم على قاعدتهم في مهاجرية في شرق دارفور.[63]
- قُتل سبعة من حفظة السلام التنزانيين في 13 يوليو 2013.[64]

## روابط خارجية
- الموقع الرسمي
- النص الكامل للقرار 1769